# Joe Murphy
Joseph Patrick "Joe" Murphy, född 16 oktober 1967, är en kanadensisk före detta professionell ishockeyforward som tillbringade 15 säsonger i den nordamerikanska ishockeyligan National Hockey League (NHL), där han spelade för ishockeyorganisationerna Detroit Red Wings, Edmonton Oilers, Chicago Blackhawks, St. Louis Blues, San Jose Sharks, Boston Bruins och Washington Capitals. Han producerade 528 poäng (233 mål och 295 assists) samt drog på sig 710 utvisningsminuter på 779 grundspelsmatcher. Murphy spelade också på lägre nivåer för Adirondack Red Wings i American Hockey League (AHL)  och Michigan State Spartans (Michigan State University) i National Collegiate Athletic Association (NCAA).
Han draftades i första rundan i 1986 års draft av Detroit Red Wings som första spelare totalt.
Murphy vann en Stanley Cup med Edmonton Oilers för säsongen 1989-1990.
Han har uppmärksammats i media efter sin aktiva karriär för sitt drogmissbruk och lever idag som hemlös.

## Statistik
| 1984–1985  | Penticton Knights       | BCJHL      | 51  | 68  | 84  | 152 | 92  | —   | —  | —  | —  | —   |
| 1985–1986  | Michigan State Spartans | NCAA       | 35  | 24  | 37  | 61  | 50  | —   | —  | —  | —  | —   |
| 1986–1987  | Detroit Red Wings       | NHL        | 5   | 0   | 1   | 1   | 2   | —   | —  | —  | —  | —   |
|            | Adirondack Red Wings    | AHL        | 71  | 21  | 38  | 59  | 61  | 10  | 2  | 1  | 3  | 33  |
| 1987–1988  | Detroit Red Wings       | NHL        | 50  | 10  | 9   | 19  | 37  | 8   | 0  | 1  | 1  | 6   |
|            | Adirondack Red Wings    | AHL        | 6   | 5   | 6   | 11  | 4   | —   | —  | —  | —  | —   |
| 1988–1989  | Detroit Red Wings       | NHL        | 26  | 1   | 7   | 8   | 28  | —   | —  | —  | —  | —   |
|            | Adirondack Red Wings    | AHL        | 47  | 31  | 35  | 66  | 66  | 16  | 6  | 11 | 17 | 17  |
| 1989–1990  | Detroit Red Wings       | NHL        | 9   | 3   | 1   | 4   | 4   | —   | —  | —  | —  | —   |
|            | Edmonton Oilers         | NHL        | 62  | 7   | 18  | 25  | 56  | 22  | 6  | 8  | 14 | 16  |
| 1990–1991  | Edmonton Oilers         | NHL        | 80  | 27  | 35  | 62  | 35  | 15  | 2  | 5  | 7  | 14  |
| 1991–1992  | Edmonton Oilers         | NHL        | 80  | 35  | 47  | 82  | 52  | 16  | 8  | 16 | 24 | 12  |
| 1992–1993  | Chicago Blackhawks      | NHL        | 19  | 7   | 10  | 17  | 18  | 4   | 0  | 0  | 0  | 8   |
| 1993–1994  | Chicago Blackhawks      | NHL        | 81  | 31  | 39  | 70  | 11  | 6   | 1  | 3  | 4  | 25  |
| 1994–1995  | Chicago Blackhawks      | NHL        | 40  | 23  | 18  | 41  | 89  | 16  | 9  | 3  | 12 | 29  |
| 1995–1996  | Chicago Blackhawks      | NHL        | 70  | 22  | 29  | 51  | 86  | 10  | 6  | 2  | 8  | 33  |
| 1996–1997  | St. Louis Blues         | NHL        | 75  | 20  | 25  | 45  | 69  | 6   | 1  | 1  | 2  | 10  |
| 1997–1998  | St. Louis Blues         | NHL        | 27  | 4   | 9   | 13  | 22  | —   | —  | —  | —  | —   |
|            | San Jose Sharks         | NHL        | 10  | 5   | 4   | 9   | 14  | 6   | 1  | 1  | 2  | 20  |
| 1998–1999  | San Jose Sharks         | NHL        | 76  | 25  | 23  | 48  | 73  | 6   | 0  | 3  | 3  | 4   |
| 1999–2000  | Boston Bruins           | NHL        | 26  | 7   | 7   | 14  | 41  | —   | —  | —  | —  | —   |
|            | Washington Capitals     | NHL        | 29  | 5   | 8   | 13  | 53  | 5   | 0  | 0  | 0  | 8   |
| 2000–2001  | Washington Capitals     | NHL        | 14  | 1   | 5   | 6   | 20  | —   | —  | —  | —  | —   |
| NHL totalt | NHL totalt              | NHL totalt | 779 | 233 | 295 | 528 | 710 | 120 | 34 | 43 | 77 | 185 |
| AHL totalt | AHL totalt              | AHL totalt | 124 | 57  | 79  | 136 | 131 | 26  | 8  | 12 | 20 | 50  |